# موندرکانژ
موندرکانژ (به لوکزامبورگی: Monnerech) یک شهرداری در استان اش-سور-الزت کشور لوکزامبورگ است که ۲۱٫۴ کیلومترمربع مساحت دارد و جمعیت آن در سال ۲۰۰۹ میلادی ۶۲۵۰ نفر بوده‌است.